# Chloridolum semipunctatum
Chloridolum semipunctatum es una especie de escarabajo longicornio del género Chloridolum, tribu Callichromatini, familia Cerambycidae. Fue descrita científicamente por Gressitt & Rondon en 1970.
Se distribuye por China y Laos. Mide 14,5-18 milímetros de longitud. El período de vuelo ocurre en los meses de abril, mayo, junio y julio.